# 九四式三号乙無線機
九四式三号乙無線機（きゅうよんしきさんごうおつむせんき）は、大日本帝国陸軍が開発した中距離通信用の無線機である。師団通信隊用の装備であり、性能は通信距離50kmでの電信送信機能を有した。駄馬2頭もしくは三九式輜重車丙1輛で運搬可能なように設計されていた。全備重量は160kgである。

## 解説
方針は師団司令部と直属指揮官または司令部と司令部相互の連絡に用いること、十五号無線電信機と通信し対空連絡用に用いること、中波から中短波を用いること、電信通信距離は50kmとすること、うち30km圏内では容易に通信できること、駄馬3頭か輜重車丙2輌で運搬できることと決められ昭和6年から審査を開始した。
昭和7年、移動性と通信距離を強く要求する騎兵通信班用の無線機の研究を進めること、師団通信隊用の無線機はこれに準じることが決められた。
昭和8年、駄馬3頭または輜重車丙2輌に搭載する仕様を、駄馬2頭、輜重車丙1輌に搭載するよう改めた。他の要件は昭和6年の方針を引き継いだ。7月、満州北部での雨期・炎熱試験を実施、取扱いに熟練した通信手ならば本無線機の実力を十分に発揮できると判定された。
昭和9年1月、満州北部で冬期試験を実施、若干の注意がいるものの、酷寒期でも実用できると判定された。こののち機材の改良試作を施した。
昭和10年3月から4月にかけ、陸軍歩兵学校で試験を依託した。師団通信隊用としておおむね適当であるが、堅牢度と混信の分離能力を増強すること、調整と取扱いを容易とすることなどが指摘された。意見を基に改修を加え、兵器採用検査の実績から短期に製造可能なことを確認した。11月、陸軍技術本部に意見を求めて異論がないことから仮制式制定の上申を決定し、12月に上申が行われた。

## 構成
通信装置、発電装置、空中線材料、属品と材料で構成される。
通信装置内容
- 通信機・送信部と受信部の二部分でできている。送信部は水晶制御または主発振によって電信送信を行う。周波数の範囲は400から5,700キロサイクル毎秒である。受信部は拡大と検波機能を持ち、周波数範囲は350から6,000キロサイクル毎秒である。
- 付属品・電鍵と手入れ用具
- 予備品・交換用部品
- 他材料

発電装置内容
- 手廻発電機・二人手廻式全閉型直流発電機で定格出力は40.5ワット、定格電圧は高圧500ボルト、低圧7ボルト、定格電流は高圧60ミリアンペア、低圧1.5アンペア、回転数はハンドル側が70回転毎分、電機子側が5,000回転毎分
- 直流発電機・定格出力は高圧390ワット、低圧78ワット、定格電圧は高圧1,300ボルト、低圧12ボルト、定格電流は高圧300ミリアンペア、低圧6.5アンペア
- 付属品・接続紐など。
- 予備品・交換用部品。

空中線内容
- 送信用空中線・20mのワイヤーを高さ7mの電柱2本に張る。地線として同じ長さのワイヤーを地上に敷く。
- 受信用空中線・全長15mの被覆線を高さ2mの電柱2本に張る。対地線としては長さ10mのワイヤーを地上に敷く。
- 付属品・携帯式の小型電灯、手入れ用具、遠隔装置として操縦機、中継器、付属品、予備品と材料。送信の遠隔操作が可能だった。そのほか箱4個に全器具を収納し、輜重用十五年式駄馬具で運搬した。
- 材料・補修用品。